# 布隆迪议会
布隆迪國会（法語：Parlement du Burundi）是布隆迪的国家立法机关。布隆迪國会实行两院制，由布隆迪参议院和布隆迪国民议会组成。每届议会任期5年。议员任期内不得担任其他任何公职，一旦接受布隆迪政府或国际组织的公职任命，须辞去议员席位。